# Bažu purvs
Bažu purvs (liviska: Bažā sūo) är ett träsk i Lettland.   Det ligger i Talsi kommun, i den nordvästra delen av landet, 130 km nordväst om huvudstaden Riga.